# Бурдж ар-Раджхи
Бурдж ар-Ра́джхи (араб. برج الراجحي‎ [burdʒ ar'ra:dʒħi:] — Башня «Ар-Раджхи») — строящийся 50-этажный небоскрёб в Эр-Рияде, столице Саудовской Аравии.
Бурдж ар-Раджхи начала в 2011 году строительство:
Строительство (координаты места 21°38′49″N 39°06′13″E) началось в 2011 году, но в 2023 работы возобновились (как и с другим саудовским грандиозным строительным проектом Jeddah Tower высотой примерно 1 км). Летом 2023 года работы ведутся на 23-м этаже здания, видно начало возведения витка спирали.

## Основные сведения
Окончание строительства запланировано на 2010 год. Её архитекторы Skidmore, Owings and Merrill также являются авторами чертежей Дубайской Башни.